# Jacob Balder
Jacob Balder (Broek op Langedijk, 7 augustus 1900 - Overveen, 16 juli 1944) was een Nederlandse verzetsstrijder tijdens de Tweede Wereldoorlog.

## Verzetsactiviteiten
Balder was werkzaam als zelfstandig timmerman-aannemer in Broek op Langedijk. Eind 1940 of begin 1941 ging hij op eigen houtje illegaal werk verrichten. Later richtte hij een plaatselijke Ordedienst (OD) op en nam actief deel bij onderduikactiviteiten van joodse en niet-joodse onderduikers. Vanaf mei 1943 werd hij actief in het wegbrenen van gecrashte of neergeschoten geallieerde vliegers.  Begin 1944 was hij een van de deelnemers aan de overval op het distributiekantoor van de gemeente Langedijk in Zuid-Scharwoude. 
Toen op 9 februari 1944 Cornelis Wagenaar, leider van LO-district Heerhugowaard, werd gearresteerd, nam Balder zijn functie over. Daarnaast was hij in die periode zeer actief in de Groep 2000 onder leiding van Jacoba van Tongeren. 

## Arrestatie en executie
Een infiltrant verraadde Balder, waardoor deze op 23 juni 1944 in zijn woning werd gearresteerd door Sipo-medewerkers Emil Rühl, Friedrich Viebahn en Maarten Kuiper. Op 16 juli 1944 werd Balder in de duinen bij Overveen gefusilleerd. Op die dag werd een groep van 16 mannen geëxecuteerd, waaronder  Johannes Post. Alle slachtoffers werden in een massagraf in de duinen begraven. Later werd hij herbegraven op de Eerebegraafplaats in Bloemendaal. 
Zijn naam wordt vermeld op het oorlogsmonument in Noord-Scharwoude.